# Distretto di Antsiranana II
Il distretto di Antsiranana II è un distretto del Madagascar situato nella regione di Diana.
La popolazione del distretto è di 99 885 abitanti (censimento 2011).